# Col de Burdincurutcheta
Le col de Burdinkurutxeta (« la petite croix de fer » en basque) est un col des Pyrénées françaises situé en Basse-Navarre dans le département des Pyrénées-Atlantiques. Il s'élève à une altitude de 1 141 m. Il est emprunté par la route des cols.

## Toponymie
- Burdinkurutxeta se prononce bourdinekouroutcheta et signifie « croix de fer » en basque : il est la contraction des mots burdin, « fer », et kurutxeta, « croix de ». Il arrive de trouver le nom de Burdincurutchet ou Burdincurutcheta en français.
- Organbidexka se prononce organebidèchka : c'est la contraction des mots orga, « charrette », et bidexka, « petit chemin ».
- Baigorri viendrait  de la contraction des mots ibai, « rivière » et gorri, « rouge ».

## Géographie
Le col est un des accès à Larrau via la forêt d'Iraty puis au reste de la Soule par le col d'Organbidexka (littéralement « le petit chemin des charrettes » en basque) et à la Navarre d'autre part, par la rivière d'Irati (ou Iraty).

## Histoire
Le village de Baigorri tire son nom d'une ancienne mine de fer qui donnait cet aspect rougeâtre à la rivière qui le traversait.
Le col d'Irati est très réputé pour sa chasse à la palombe (poste de tir au vol le long des crêtes). Il est quand même possible de faire des randonnées en respectant les consignes des chasseurs qui interdisent les marches sur les crêtes où ils attendent les palombes venant de la vallée.
Une association écologiste, Organbidexka col libre, a loué une partie du col pour le comptage des oiseaux migrateurs.

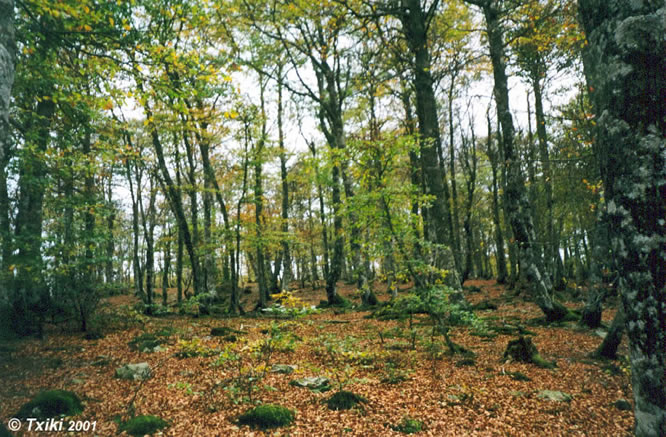
Sous-bois de la forêt d'Iraty Irati (Soule).
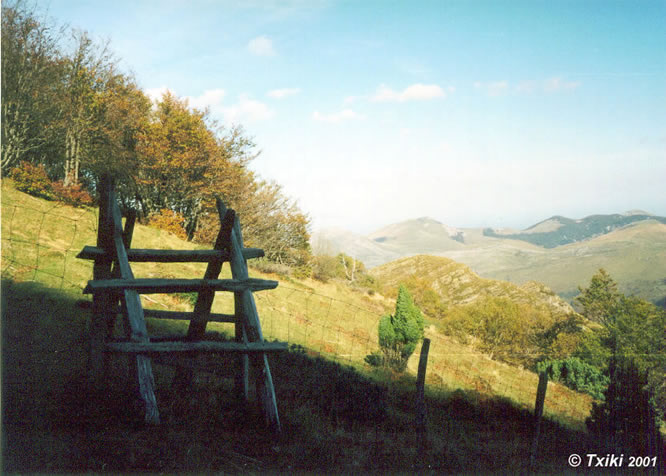
Passage de clôture pour hommes à Iraty (Soule).
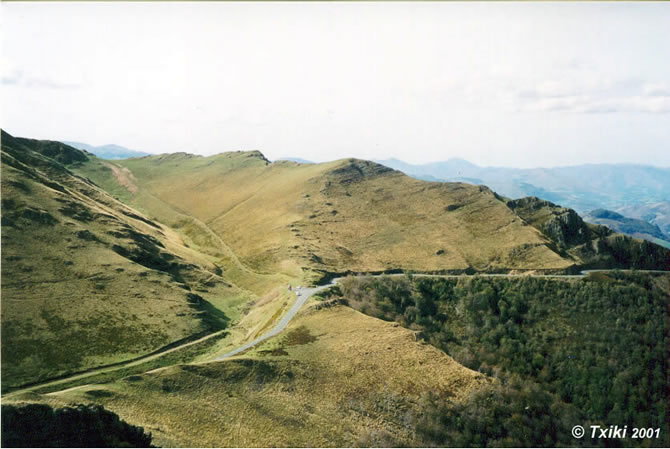
Vue du col de Burdinkurutxeta (Basse-Navarre).
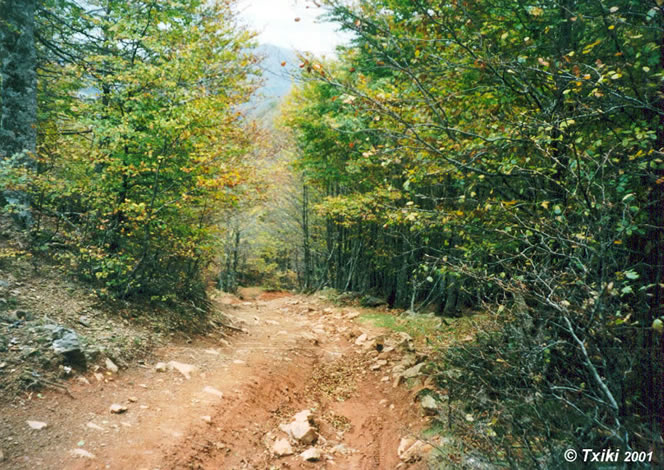
Piste d'Okabe (Soule).